# Petrov (Hodonín)
Petrov è un comune della Repubblica Ceca facente parte del distretto di Hodonín, in Moravia Meridionale.